# Neophilydor
Neophilydor – rodzaj ptaków z podrodziny liściowców (Philydorinae) w obrębie rodziny garncarzowatych (Furnariidae).

## Rozmieszczenie geograficzne
Rodzaj obejmuje gatunki występujące w Ameryce Centralnej (Panama) i Południowej (Kolumbia, Gujana, Surinam, Gujana Francuska, Brazylia, Ekwador, Peru, Boliwia).

## Morfologia
Długość ciała 14–17 cm; masa ciała 18–31 g.

## Systematyka
Rodzaj zdefiniował w 2023 roku międzynarodowy zespół ornitologów (Holender George Sangster, Amerykanin Michael G. Harvey, Francuz Jimmy Gaudin i Urugwajczyk Santiago Claramunt) w artykule poświęconym opisowi nowego rodzaju ptaków opublikowanym w czasopiśmie „Zootaxa”. Gatunkiem typowym jest (oryginalne oznaczenie) pająkojad rdzaworzytny (N. erythrocercum).

### Etymologia
Neophilydor: gr. νεος neos ‘nowy’; rodzaj Philydor von Spix, 1824 (liściowiec).

### Podział systematyczny
Taksony wyodrębnione w 2023 roku z rodzaju Anabazenops. Do rodzaju należą następujące gatunki:
- Neophilydor fuscipenne (Salvin, 1866) – pająkojad panamski
- Neophilydor erythrocercum (von Pelzeln, 1859) – pająkojad rdzaworzytny